# Ska-punk

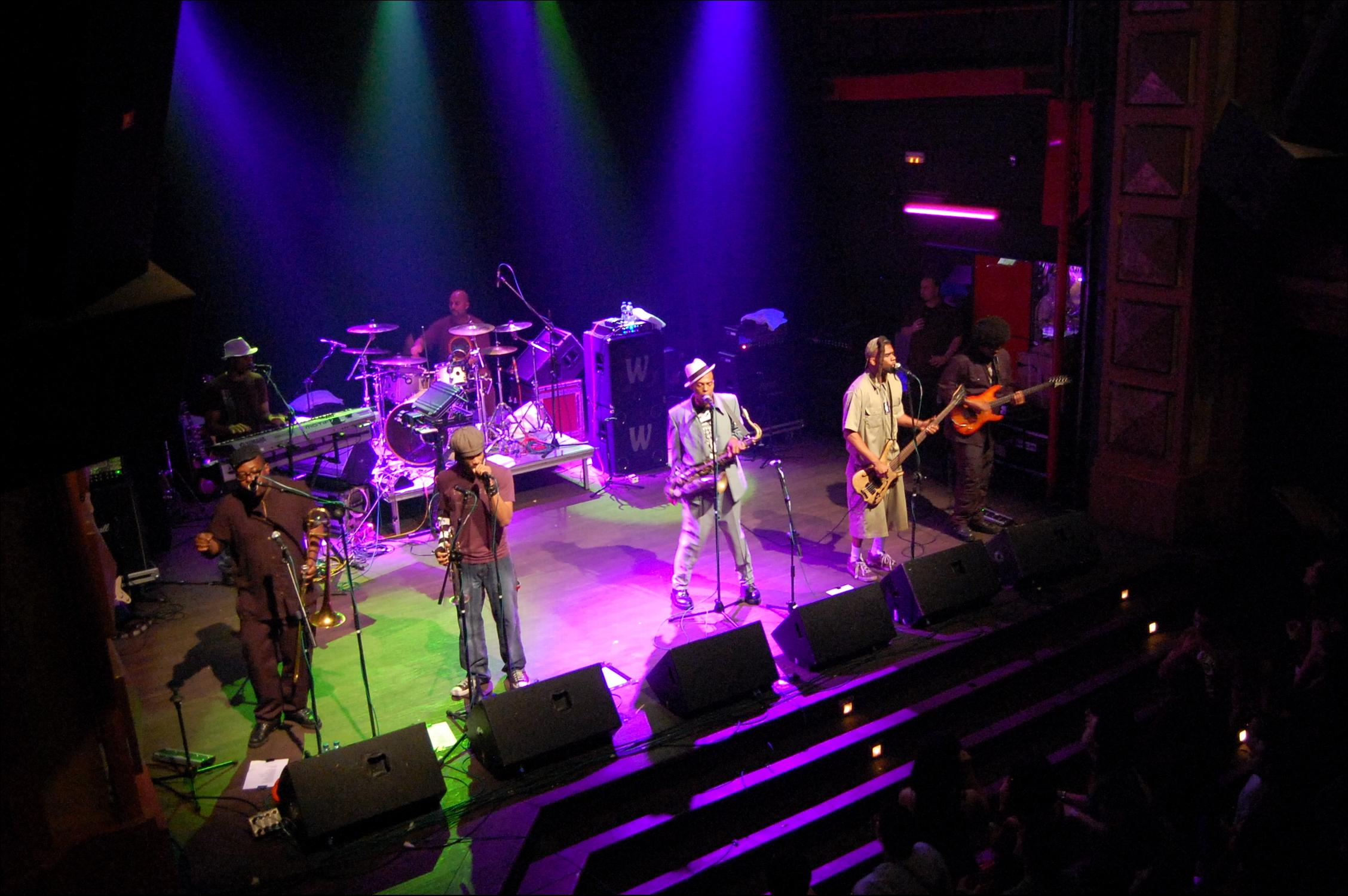
Fishbone, 8 november 2008.

Ska-punk är en blandning av punk och ska där lättsam punkmusik blandas med blåsinstrument och baktakt.

## Kännetecken
Några av elementen i ska-punk delas med eller härledda från reggae och hardcore punk rock. Instrumentering består, liksom ett punkband, av ett trumset, bas, gitarr och keyboard. Det finns ett brett spektrum mellan olika band som lutar sig längre åt ska-hållet och de som är mer punk. Men de med en bestämd ska-smak inkluderar vanligen en blåssektion (trumpet, trombon och/eller saxofon), mindre körsång, extra slagverk och/eller orgel.

### Sound
Gitarren är normalt förvrängd/distad i ska-punk, ett element som härrör från punkmusiken.  
Blåssektionen är oftast kraftfull och synkoperad, alla hornen accentuerar den melodiska linjen i harmonisk samklang.  
Basister i ett ska-punkband spelar oftast en vandrande basgång och fokuserar på brutna ackord och skalor.  
Den totala ljudbilden av ska-punk är klar och ofta i staccato, med lättförståeliga texter och tydliga synkroniserade linjer delas mellan instrumenten.

### Tempo
Band som lutar mer mot punkmusik använder ofta snabba tempon i sina låtar, samt snabba åtton- och sextondelar i trumsetet där alla fyra slag betonas. 
Låtar som lutar mer åt ska-hållet använder även de ett snabbt tempo, snabbare än reggae, men med en något mer avslappnad känsla som betonar beats på andra- och fjärdedelar.

## Historik
Ska-punken skapades under Ska-genrens tredje våg under 1980-talet, när vissa medlemmar ur den amerikanska punkscenen började återvända till det brittiska ska-soundet. Det blev en sorts fusiongenre som tog inspiration av 2 Tone-rörelsen från sena 1970-talet/tidiga 1980-talet och blandades tillsammans med den intensiva punkrocken.
Under 1980-talet var Ska-punk ett undergroundfenomen, där Fishbone var det band som fick mest uppmärksamhet och de har kallats för pionjärer inom genren. Under 1990-talet blev Rancid det band som bröt ny mark hos den alternativa publiken och senare även hos Mainstream-publiken i Amerika.

## Välkända grupper
- Rancid
- Fishbone
- Perkele
- Athena
- Goldfinger
- Operation Ivy
- Rasta Hunden
- Reel Big Fish
- Sublime
- The Fitzgeralds
- Ska-P
- Less Than Jake
- Streetlight Manifesto
- The Liptones
- The Mighty Mighty Bosstones
- Millencolin
- The Specials
- Bomb the Music Industry!